# Geoplana mayori
Geoplana mayori is een platworm (Platyhelminthes). De worm is tweeslachtig. De soort leeft in of nabij zoet water.
Het geslacht Geoplana, waarin de platworm wordt geplaatst, wordt tot de familie Geoplanidae gerekend. De wetenschappelijke naam van de soort werd voor het eerst geldig gepubliceerd in 1912 door de Zwitserse parasitoloog Otto Fuhrmann. Het is een van de nieuwe soorten die hij verzamelde op zijn expeditie samen met Eugène Mayor naar Colombia in 1910. De vindplaats was Cafetal de la Camelia nabij Angelópolis op een hoogte van ongeveer 1900 m. Fuhrmann noemde de soort naar zijn reisgezel, de arts Eugène Mayor.
Het is de grootste platwormensoort die ze op hun expeditie ontdekten.  Levende dieren zijn 120 tot 150 mm lang en 12 tot 14 mm breed. Het dier heeft een blauwviolette rand rondom het lichaam, dat zeer plat is. Het heeft niet minder dan 5800 ogen; 2900 aan elke zijde van het lichaam.